# Словник чужомовних слів, виразів і приповідок
«Словни́к чужомо́вних слів, ви́разів і при́повідок, що вжива́ються в украї́нській мо́ві» — словник іншомовних слів, виданий Олексою Скалозубом у Коломиї 1933 року.

## Сутність

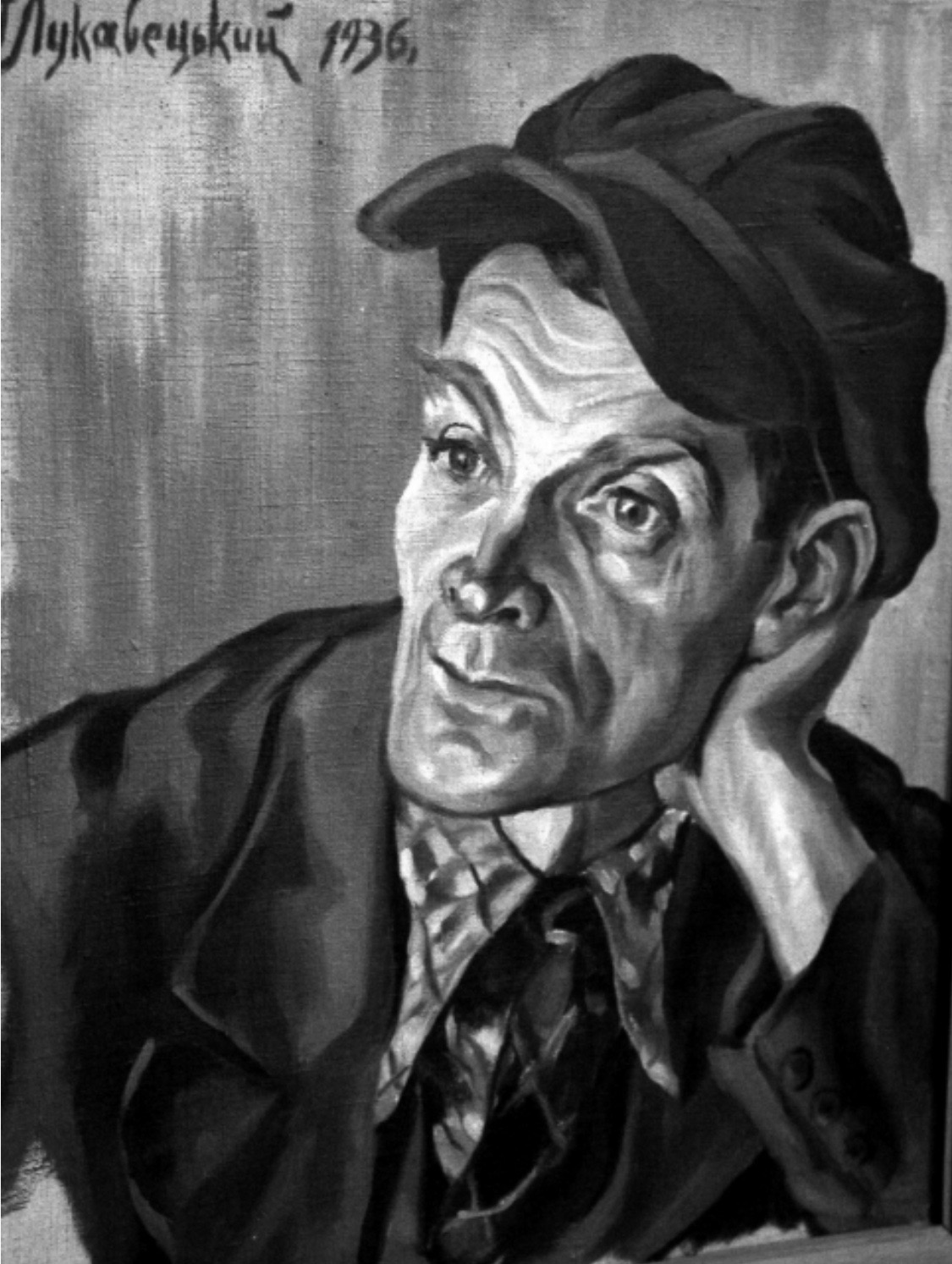
Олекса Скалозуб

Словник містить слова, вислови й усталені словосполуки, зазначаючи їхнє походження з коротким роз′ясненням кожної лексеми. На мить виходу друком він розширив і доповнив уже наявні словники.

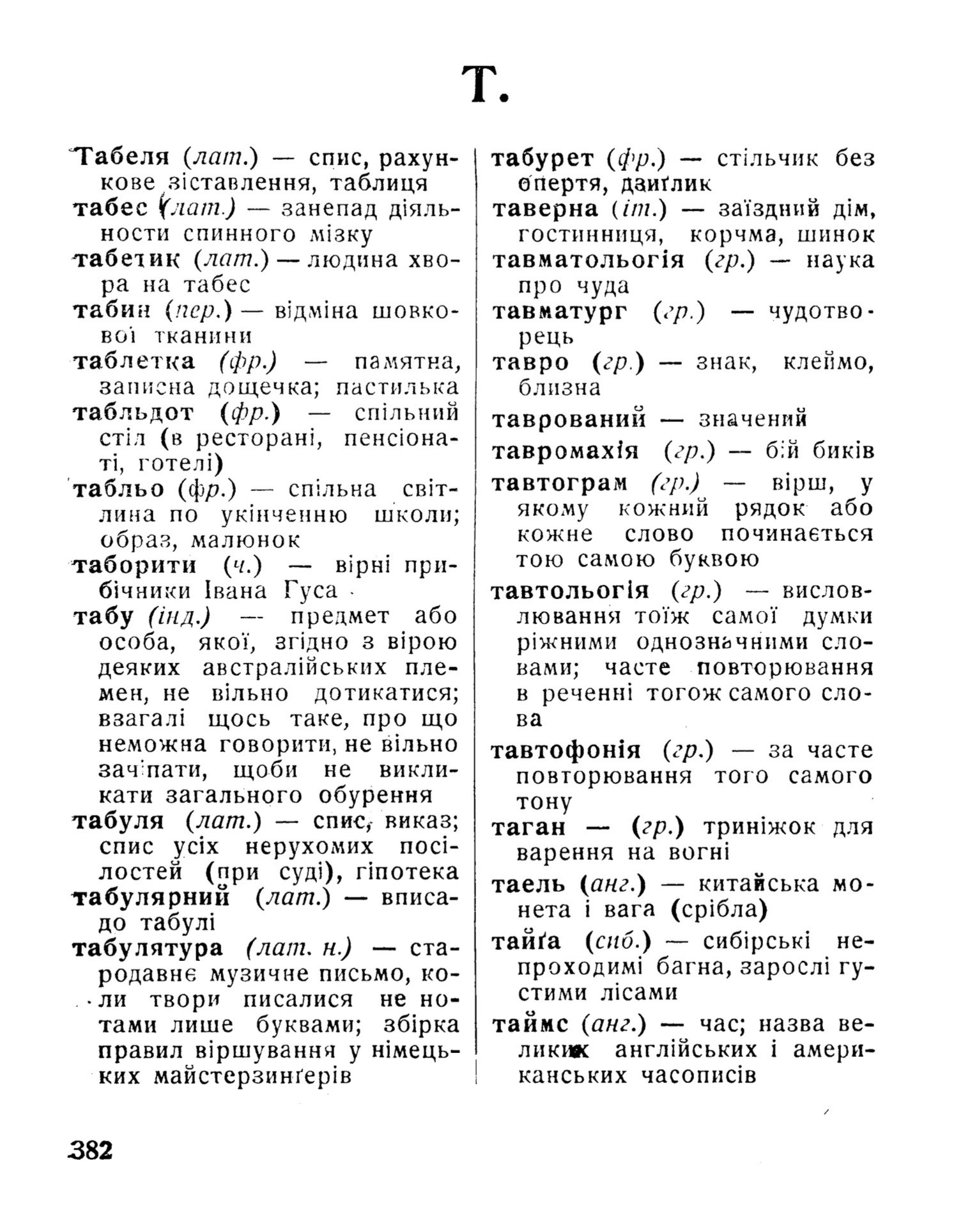
Перша сторінка переліку слів на «Т»

## У мережі
- pdf-варіант.